# Lega Basket Serie A 2006-07
La Serie A 2006-07, conocida por motivos de patrocinio como Serie A TIM fue la edición número 85 de la Lega Basket Serie A, la máxima competición de baloncesto de Italia. La temporada regular comenzó el 8 de octubre de 2006. Los ocho mejor clasificados accederían a los playoffs, mientras que el Bipop Carire Reggio Emilia y el TDShop.it Livorno descenderían a la Legadue.
El campeón sería por segunda vez en su historia el Montepaschi Siena tras derrotar a la VidiVici Bologna en tres partidos.

## Temporada regular

### Clasificación
|  | Pos. | Equipo                     | PT | J  | G  | P  | PF   | PC   |
|  | ---- | -------------------------- | -- | -- | -- | -- | ---- | ---- |
|  | 1.   | Montepaschi Siena          | 60 | 34 | 30 | 4  | 2943 | 2522 |
|  | 2.   | Armani Jeans Milano        | 44 | 34 | 22 | 12 | 2663 | 2579 |
|  | 3.   | VidiVici Bologna           | 44 | 34 | 22 | 12 | 2779 | 2597 |
|  | 4.   | Lottomatica Roma           | 44 | 34 | 22 | 12 | 2556 | 2448 |
|  | 5.   | Eldo Napoli                | 38 | 34 | 19 | 15 | 2648 | 2635 |
|  | 6.   | Angelico Biella            | 34 | 34 | 17 | 17 | 2740 | 2721 |
|  | 7.   | Whirlpool Varese           | 34 | 34 | 17 | 17 | 2747 | 2692 |
|  | 8.   | Tisettanta Cantù           | 34 | 34 | 17 | 17 | 2679 | 2721 |
|  | 9.   | Premiata Montegranaro      | 32 | 34 | 16 | 18 | 2699 | 2732 |
|  | 10.  | Legea Scafati              | 32 | 34 | 16 | 18 | 2748 | 2854 |
|  | 11.  | Benetton Treviso           | 30 | 34 | 21 | 13 | 2582 | 2463 |
|  | 12.  | Snaidero Cucine Udine      | 30 | 34 | 15 | 19 | 2753 | 2811 |
|  | 13.  | Climamio Bologna           | 26 | 34 | 13 | 21 | 2764 | 2775 |
|  | 14.  | Upea Capo d'Orlando        | 26 | 34 | 13 | 21 | 2524 | 2705 |
|  | 15.  | Siviglia Wear Teramo       | 26 | 34 | 13 | 21 | 2758 | 2744 |
|  | 16.  | Air Avellino               | 24 | 34 | 12 | 22 | 2648 | 2815 |
|  | 17.  | Bipop Carire Reggio Emilia | 24 | 34 | 12 | 22 | 2560 | 2723 |
|  | 18.  | TDShop.it Livorno          | 16 | 34 | 9  | 25 | 2681 | 2935 |

1. ↑  12 puntos de penalización, en base al art. 44, rercer párrafo del Reglamento de Justicia
2. ↑  2 puntos de penalización por por irregularidades en la reprogramación del presupuesto.

## Playoffs
|  | Cuartos de final | Cuartos de final    | Cuartos de final | Cuartos de final    | Cuartos de final | Cuartos de final | Cuartos de final |                   |    | Semifinales      | Semifinales | Semifinales | Semifinales | Semifinales | Semifinales |                   |    | Final | Final | Final | Final | Final |  |
|  |                  |                     |                  |                     |                  |                  |                  |                   |    |                  |             |             |             |             |             |                   |    |       |       |       |       |       |  |
|  |                  |                     |                  |                     |                  |                  |                  |                   |    |                  |             |             |             |             |             |                   |    |       |       |       |       |       |  |
|  | 1                | Montepaschi Siena   | 95               | 97                  | 91               |                  |                  |                   |    |                  |             |             |             |             |             |                   |    |       |       |       |       |       |  |
|  | 1                | Montepaschi Siena   | 95               | 97                  | 91               |                  |                  |                   |    |                  |             |             |             |             |             |                   |    |       |       |       |       |       |  |
|  | 8                | Tisettanta Cantù    | 76               | 82                  | 60               |                  |                  |                   |    |                  |             |             |             |             |             |                   |    |       |       |       |       |       |  |
|  | 8                | Tisettanta Cantù    | 76               | 82                  | 60               |                  | 1                | Montepaschi Siena | 74 | 84               | 114         | 70          |             |             |             |                   |    |       |       |       |       |       |  |
|  |                  |                     |                  |                     |                  |                  |                  | Montepaschi Siena | 74 | 84               | 114         | 70          |             |             |             |                   |    |       |       |       |       |       |  |
|  |                  |                     | 4                | Lottomatica Roma    | 88               | 76               | 108              | 49                |    |                  |             |             |             |             |             |                   |    |       |       |       |       |       |  |
|  | 4                | Lottomatica Roma    | 4                | Lottomatica Roma    | 88               | 76               | 108              | 49                | 73 | 68               | 83          |             |             |             |             |                   |    |       |       |       |       |       |  |
|  | 4                | Lottomatica Roma    |                  |                     |                  |                  |                  |                   |    |                  | 83          |             |             |             |             |                   |    |       |       |       |       |       |  |
|  | 5                | Eldo Napoli         | 57               | 64                  | 58               |                  |                  |                   |    |                  |             |             |             |             |             |                   |    |       |       |       |       |       |  |
|  | 5                | Eldo Napoli         | 57               | 64                  | 58               |                  |                  |                   |    |                  |             |             |             |             | 1           | Montepaschi Siena | 81 | 86    | 90    |       |       |       |  |
|  |                  |                     |                  |                     |                  |                  |                  |                   |    |                  |             |             |             |             |             | Montepaschi Siena | 81 | 86    | 90    |       |       |       |  |
|  |                  |                     | 3                | VidiVici Bologna    | 71               | 65               | 82               |                   |    |                  |             |             |             |             |             |                   |    |       |       |       |       |       |  |
|  | 3                | VidiVici Bologna    | 3                | VidiVici Bologna    | 71               | 65               | 82               | 87                | 94 | 104              | 79          | 89          |             |             |             |                   |    |       |       |       |       |       |  |
|  | 3                | VidiVici Bologna    |                  |                     |                  |                  |                  |                   |    |                  | 79          | 89          |             |             |             |                   |    |       |       |       |       |       |  |
|  | 6                | Angelico Biella     | 97               | 69                  | 102              | 84               | 72               |                   |    |                  |             |             |             |             |             |                   |    |       |       |       |       |       |  |
|  | 6                | Angelico Biella     | 97               | 69                  | 102              | 84               | 72               |                   | 3  | VidiVici Bologna | 75          | 78          | 80          | 81          |             |                   |    |       |       |       |       |       |  |
|  |                  |                     |                  |                     |                  |                  |                  |                   | 3  | VidiVici Bologna | 75          | 78          | 80          | 81          |             |                   |    |       |       |       |       |       |  |
|  |                  |                     | 2                | Armani Jeans Milano | 71               | 81               | 73               | 73                |    |                  |             |             |             |             |             |                   |    |       |       |       |       |       |  |
|  | 2                | Armani Jeans Milano | 2                | Armani Jeans Milano | 71               | 81               | 73               | 73                | 75 | 77               | 62          | 88          |             |             |             |                   |    |       |       |       |       |       |  |
|  | 2                | Armani Jeans Milano |                  |                     |                  |                  |                  |                   |    |                  | 62          | 88          |             |             |             |                   |    |       |       |       |       |       |  |
|  | 7                | Whirlpool Varese    | 72               | 69                  | 71               | 77               |                  |                   |    |                  |             |             |             |             |             |                   |    |       |       |       |       |       |  |
|  | 7                | Whirlpool Varese    | 72               | 69                  | 71               | 77               |                  |                   |    |                  |             |             |             |             |             |                   |    |       |       |       |       |       |  |
|  |                  |                     |                  |                     |                  |                  |                  |                   |    |                  |             |             |             |             |             |                   |    |       |       |       |       |       |  |

## Estadísticas individuales
| Rank | Nombre            | Nac.                      | Equipo                | PPP  |
| ---- | ----------------- | ------------------------- | --------------------- | ---- |
| 1.   | Rick Apodaca      | Bandera de Puerto Rico    | Legea Scafati         | 19.8 |
| 2.   | Alvin Young       | Bandera de Estados Unidos | Upea Capo d'Orlando   | 19.7 |
| 3.   | Ramel Curry       | Bandera de Estados Unidos | Air Avellino          | 18.7 |
| 4.   | Anthony Grundy    | Bandera de Estados Unidos | Siviglia Wear Teramo  | 18.2 |
| 5.   | Delonte Holland   | Bandera de Estados Unidos | Whirlpool Varese      | 17.6 |
| 6.   | Ronald Slay       | Bandera de Estados Unidos | Premiata Montegranaro | 17.3 |
| 7.   | Rimantas Kaukenas | Bandera de Lituania       | Montepaschi Siena     | 16.8 |
| 8.   | Erik Daniels      | Bandera de Estados Unidos | Angelico Biella       | 16.8 |
| 9.   | Reece Gaines      | Bandera de Estados Unidos | Angelico Biella       | 16.7 |
| 10.  | Marco Belinelli   | Bandera de Italia         | Climamio Bologna      | 16.0 |

| Rank | Nombre             | Nac.                      | Equipo                | APP |
| ---- | ------------------ | ------------------------- | --------------------- | --- |
| 1.   | Mike Jordan        | Bandera de Estados Unidos | Tisettanta Cantù      | 5.4 |
| 2.   | Terrell McIntyre   | Bandera de Estados Unidos | Montepaschi Siena     | 4.0 |
| 3.   | Randolph Childress | Bandera de Estados Unidos | Premiata Montegranaro | 4.0 |
| 4.   | Jason Rowe         | Bandera de Estados Unidos | TDShop.it Livorno     | 3.9 |
| 5.   | Duane Woodward     | Bandera de Estados Unidos | Siviglia Wear Teramo  | 3.8 |
| 6.   | Nikolaos Zisis     | Bandera de Grecia         | Benetton Treviso      | 3.8 |
| 7.   | Jerome Allen       | Bandera de Estados Unidos | Snaidero Cucine Udine | 3.6 |
| 8.   | Tyus Edney         | Bandera de Estados Unidos | Climamio Bologna      | 3.4 |
| 9.   | Travis Best        | Bandera de Estados Unidos | VidiVici Bologna      | 3.3 |
| 10.  | Rick Apodaca       | Bandera de Puerto Rico    | Legea Scafati         | 3.2 |

### Rebotes
| Rank | Nombre                | Nac.                               | Equipo                     | RPP  |
| ---- | --------------------- | ---------------------------------- | -------------------------- | ---- |
| 1.   | James Thomas          | Bandera de Estados Unidos          | Climamio Bologna           | 11.4 |
| 2.   | Erik Daniels          | Bandera de Estados Unidos          | Angelico Biella            | 10.1 |
| 3.   | Travis Watson         | Bandera de Estados Unidos          | Armani Jeans Milano        | 9.7  |
| 4.   | Jack Michael Martínez | Bandera de la República Dominicana | Legea Scafati              | 9.3  |
| 5.   | Brandon Hunter        | Bandera de Estados Unidos          | TDShop.it Livorno          | 8.6  |
| 6.   | Joseph Blair          | Bandera de Estados Unidos          | Armani Jeans Milano        | 8.3  |
| 7.   | Ronald Slay           | Bandera de Estados Unidos          | Premiata Montegranaro      | 7.6  |
| 8.   | Harold Jamison        | Bandera de Estados Unidos          | Air Avellino               | 7.5  |
| 9.   | Cory Violette         | Bandera de Estados Unidos          | Bipop Carire Reggio Emilia | 7.1  |
| 10.  | Mason Rocca           | Bandera de Italia                  | Eldo Napoli                | 6.9  |